# Француско-азербејџански универзитет
Француско-азербејџански универзитет (азер. Azərbaycan-Fransız Universiteti, фр. Université Franco-Azerbaïdjanaise) је високошколска институција основана 2016. са седиштем у Бакуу. Универзитет је основан на основи уговора о сарадњу у техники, науци и култури између Француске Републике и Азербејџанске Републике. Универзитет похађа око 538 студената и наставни програм се изводи на француском језику уз одређене сате на азерском и енглеском. Универзитет је и свечано отворен 2016. године од стране председника Франсоа Оланда и Илхама Алијева.